# IRM (album)
IRM – trzeci studyjny album francuskiej piosenkarki i aktorki Charlotte Gainsbourg.
Wszystkie piosenki były napisane i wyprodukowane przez Becka, z wyjątkiem Le Chat Du Café Des Artistes Jean-Pierre Ferland. Albumu został zainspirowany procesem leczenia się Charlotte, któremu poddawała się po wykryciu u niej krwotoku mózgowego, a szczególnie dźwięku rezonansu magnetycznego, którego działaniu piosenkarka była wielokrotnie poddawana.
Głównym utworem albumu jest "Heaven Can Wait", wykonany w duecie z Beckiem, wydany 2 listopada.
Teledysk to utworu "Heaven Can Wait" został wyreżyserowany przez Keitha Schofielda i wydany 19 listopada 2009.
Teledysk trafił na listę "20 Najlepszych Teledysków 2009" opracowaną przez magazyn Spin.

## Lista utworów
1. "Master's Hands"
2. "IRM"
3. "Le Chat du Café des Artistes"
4. "In the End"
5. "Heaven Can Wait"
6. "Me and Jane Doe"
7. "Vanities"
8. "Time of the Assassins"
9. "Trick Pony"
10. "Greenwich Mean Time"
11. "Dandelion"
12. "Voyage"
13. "La Collectionneuse"

### Utwory bonusowe
14. Looking Glass Blues (2:42, wydanie cyfrowe)

15. Heaven Can Wait (Chris Taylor of Grizzly Bear Remix) (2:15, edycja iTunes)

lub

15. Heaven Can Wait (Jackson "Escalator" Mix) (7:06, edycja VirginMega)

## Wydania
| Region          | Data             | Wytwórnia     | Format | Katalog      |
| --------------- | ---------------- | ------------- | ------ | ------------ |
| Belgia          | 4 grudnia 2009   |               | CD     |              |
| Francja         | 7 grudnia 2009   | Because Music | CD     |              |
| Kanada          | 8 grudnia 2009   | Warner Music  | CD     |              |
| Niemcy          | 11 grudnia 2009  | Warner Music  | CD     |              |
| Brazylia        | 22 stycznia 2010 | Warner Music  | CD     | 825646842476 |
| Wielka Brytania | 25 stycznia 2010 | Because Music | CD     | BEC5772602   |
| Wielka Brytania | 25 stycznia 2010 | Because Music | CD+DVD | BEC5772603   |
| Wielka Brytania | 25 stycznia 2010 | Because Music | Singel | BEC5772607   |
| USA             | 26 stycznia 2010 | Elektra       | CD     |              |

## Trasa promocyjna
- 9 grudnia 2009 - Taratata we France 2
- 10 grudnia 2009 - Le Grand Journal w Canal+
- 11 grudnia 2009 - Taratata we France 4
- 19 stycznia 2010 - The Bell House, Gowanus, Brooklyn
- 20 stycznia 2010 - The Bell House
- 22 stycznia 2010 - Theater of Living Arts, Philadelphia
- 22 stycznia 2010 - Late Show with David Letterman
- 23 stycznia 2010 - Koncert i wywiad dla Canal+ (Francja)
- 23 stycznia 2010 - The Hiro Ballroom, Nowy Jork
- 28 stycznia 2010 - Morning Becomes Eclectic w KCRW
- 18 kwietnia 2010 - Festiwal Coachella
- 29 czerwca 2010 - Festiwal Malta w Poznaniu